# Список умерших в 1415 году

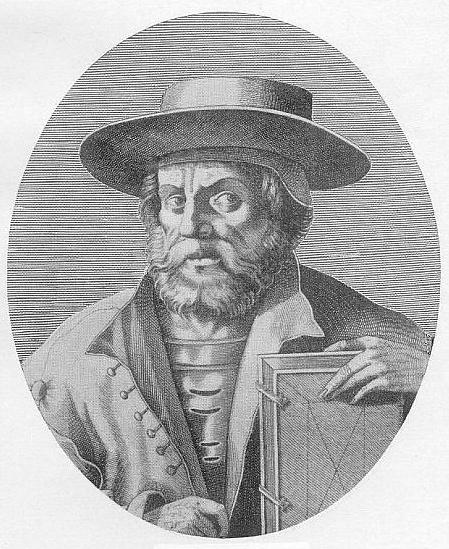
Мануил Хрисолор

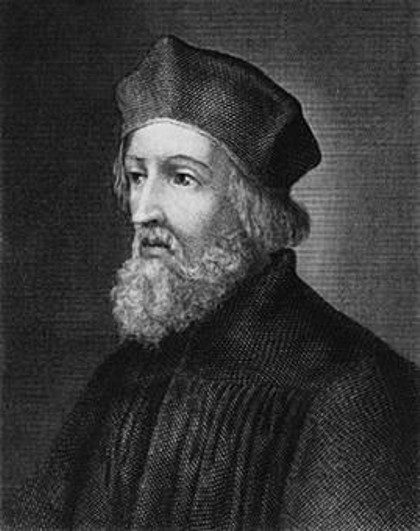
Ян Гус

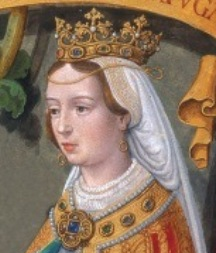
Филиппа Ланкастерская

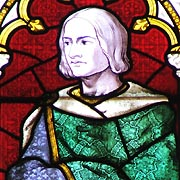
Ричард Конисбург

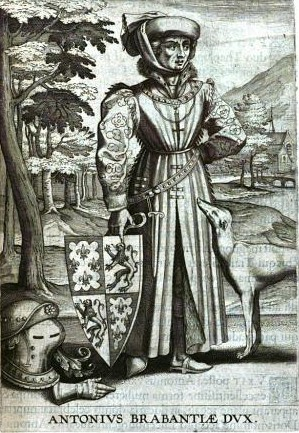
Антуан Бургундский

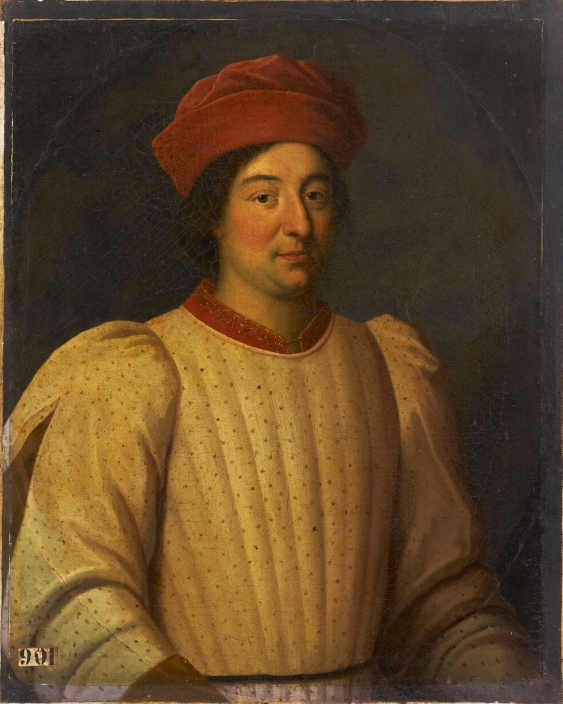
Жак I де Шатильон-Дампьер

Жан де Монтегю

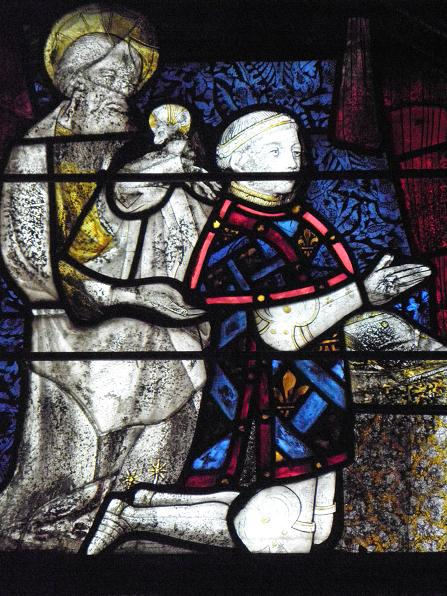
Жан I Алансонский

Жан VI де Руси

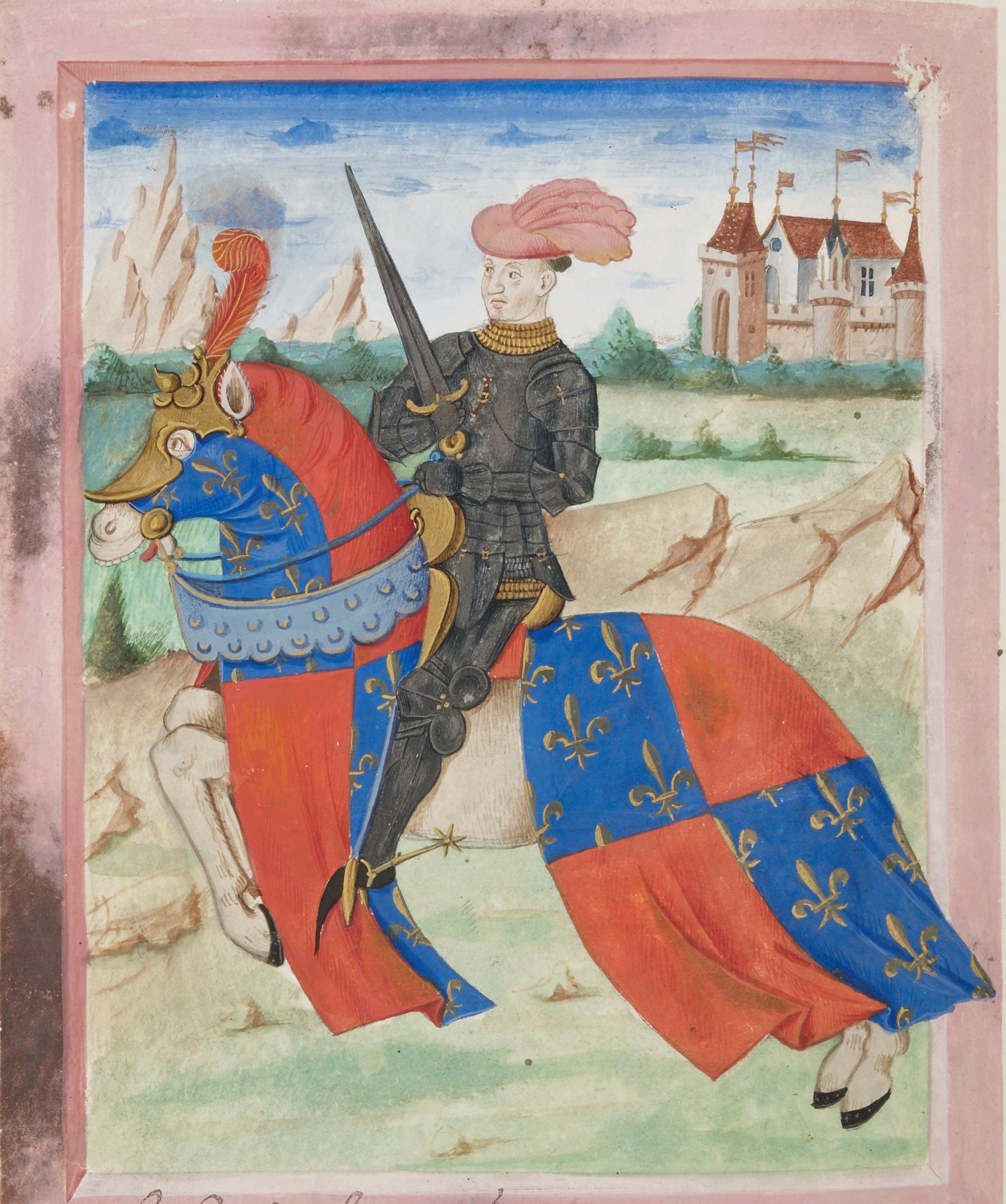
Карл I д’Альбре

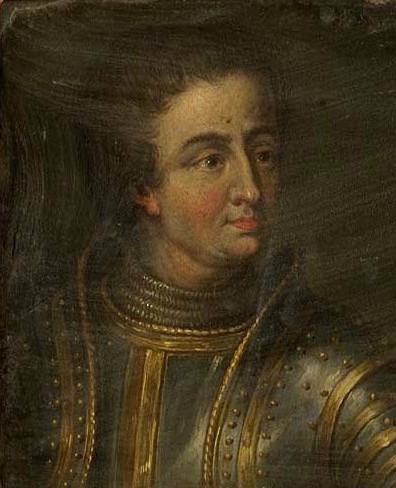
Ферри I

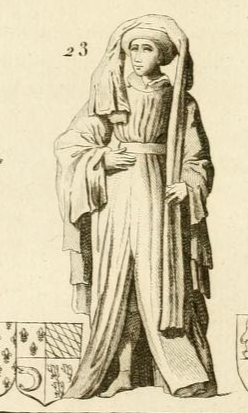
Филипп Бургундский

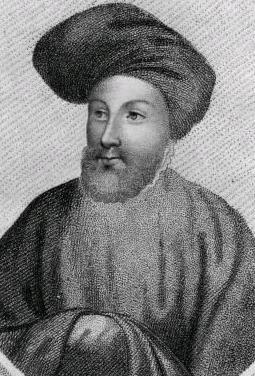
Эдуард Норвичский

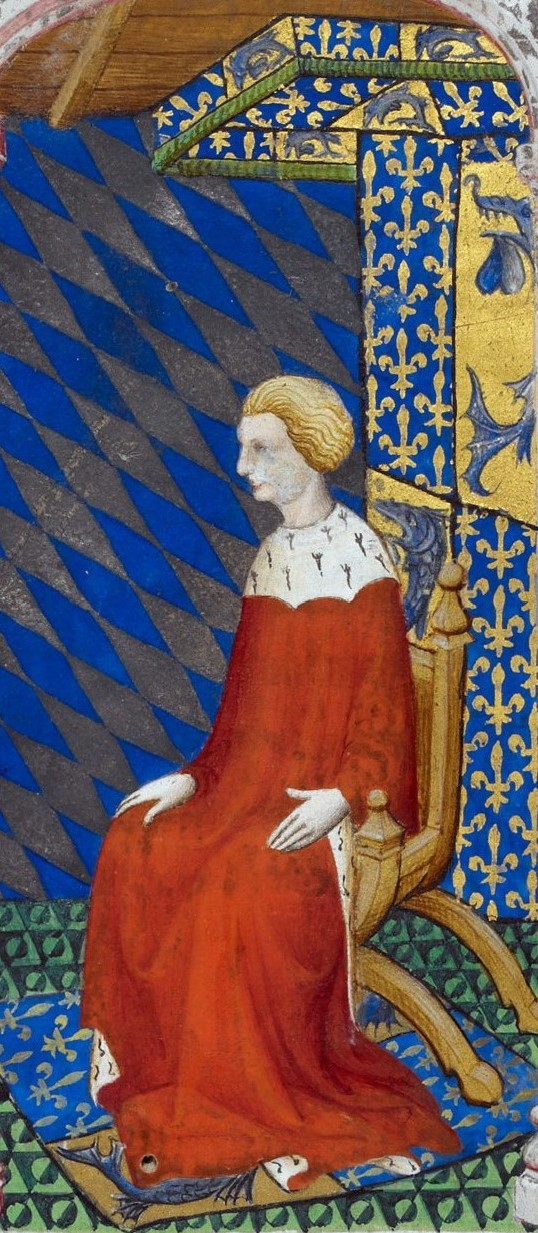
Людовик Гиеньский

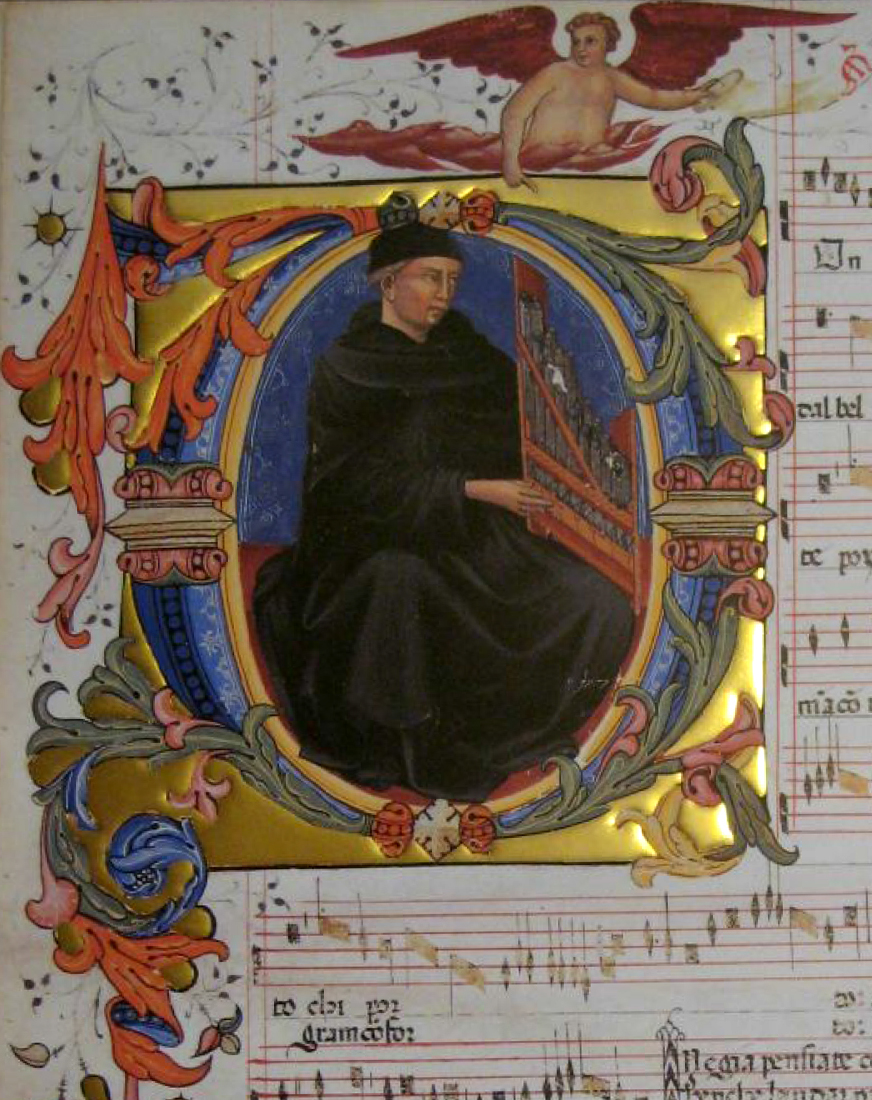
Андрей Флорентийский

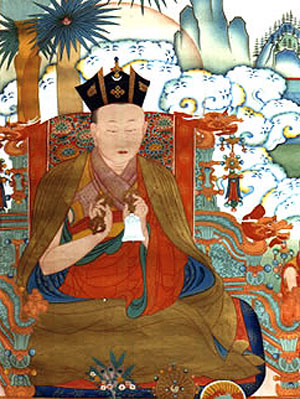
Дешин Шекпа

В этой статье представлен список известных людей, умерших в 1415 году.
См. также: Категория:Умершие в 1415 году

## Январь
- 2 января — Файрузабади — арабский лексикограф и составитель всеобъемлющего арабского словаря

## Март
- Жан Малуэль — живописец Северного Возрождения бургундской школы. Работал в стиле интернациональной готики.

## Апрель
- 15 апреля — Мануил Хрисолор — учёный византийский грек, который первым познакомил Западную Европу с греческой литературой.
- 22 апреля — Валеран III де Люксембург-Линьи — граф де Сен-Поль и де Линьи (с 1371), великий кравчий Франции (1410—1412) коннетабль Франции (1411—1413).

## Июль
- 6 июля — Ян Гус — чешский священник и проповедник, мыслитель, идеолог чешской Реформации, ректор Пражского университета, национальный герой чешского народа; казнён (сожжён на костре) по приговору Констанцского собора.
- 8 июля — Жан Фландрен — французский куриальный кардинал, архиепископ Оша (1379—1390), кардинал-священник с титулом церкви Санти-Джованни-э-Паоло (1390—1405), кардинал-епископ Сабины (1405—1415), Декан Священной Коллегии Кардиналов (1405—1415).
- 19 июля — Филиппа Ланкастерская (56) — дочь Джона Гонта, королева-консорт Португалии (1387—1415), жена короля Жуана I

## Август
- 2 августа — Томас Грей (30) — английский аристократ, феодальный барон Уэрка, один из организаторов неудавшегося  Саутгемптонского заговора против короля Генриха V; казнён.
- 5 августа:
  - Ричард Конисбург — 3-й граф Кембридж (с 1414), один из организаторов неудавшегося Саутгемптонского заговора против короля Генриха V; казнён;
  - Генри Скруп — английский аристократ, 3-й барон Скруп из Месема (с 1406), кавалер ордена Подвязки (с 1409), лорд-казначей (1410—1411), один из организаторов неудавшегося Саутгемптонского заговора против короля Генриха V; казнён.
- 17 августа — Дитрих Торк — ландмейстер Тевтонского ордена в Ливонии (магистр Ливонского ордена) (1413—1415)

## Сентябрь
- 1 сентября — Хамфри Фицуолтер (16) — английский аристократ, 6-й барон Фицуолтер (с 1406).
- 18 сентября — Майкл де ла Поль — английский аристократ и военачальник, 2-й граф Саффолк (1398—1399, 1399—1415). Участник Столетней войны с Францией.

## Октябрь
- 13 октября — Томас Фицалан (34) — английский аристократ, 12-й граф Арундел и 11-й граф Суррей (с 1400), рыцарь Бани, кавалер ордена Подвязки, участник Столетней войны.
- 25 октября:
  - Антуан Бургундский — граф Ретеля (1393—1406), герцог Брабанта, герцог Лимбурга и маркграф Антверпена (с 1406), первый герцог Брабанта из младшего Бургундского дома; казнён в плену у англичан во время битвы при Азенкуре;
  - Гильом IV де Мелён — граф де Танкарвиль, виконт де Мелён, барон де Варангебек, сеньор де Монтрёй-Белле, французский политический деятель, великий кравчий Франции (1402—1410); погиб в битве при Азенкуре;
  - Жак I де Шатильон-Дампьер — сеньор де Дампьер (с 1382/1390), адмирал Франции (с 1408), погиб в битве при Азенкуре;
  - Жан де Монтегю — французский священнослужитель, епископ Шартра (1390—1407), архиепископ Санса (1407—1415), канцлер Франции (1405—1409); погиб в битве при Азенкуре;
  - Жан I Алансонский Мудрый (30) — граф дю Перш (с 1404), первый герцог Алансонский (с 1414),  французский военачальник, один из ведущих лидеров партии Арманьяков; погиб в битве при Азенкуре;
  - Жан I де Крой — французский военный и государственный деятель, участник Столетней войны, великий кравчий Франции (с 1412); погиб в битве при Азенкуре;
  - Жан IV д’Омон — французский аристократ, Сир д’Омон, де Шар, де Шап, де Клери, де Мерю, и прочее; погиб в битве при Азенкуре;
  - Жан VI де Руси — граф Руси и Брены (с 1395); погиб в битве при Азенкуре;
  - Карл I д’Альбре — сеньор д'Альбре, виконт де Тартас, де Марен, де Дакс, сеньор де Нерак, граф де Дрё, коннетабль Франции (1402—1411, 1413—1415), французский военачальник времен Столетней войны, командующий французской армией в битве при Азенкуре; погиб в этой битве;
  - Майкл де ла Поль — английский аристократ и военачальник, 3-й граф Саффолк (1415); погиб в битве при Азенкуре;
  - Роберт де Бар  — граф Суассона (с 1412), сеньор (1397), затем граф (1413) Марля. Сеньор Уази, Дюнкерка, Варнетона, Бурбура, Рода и Гравелина, по правам жены — виконт Мо; великий кравчий Франции (с 1413); погиб в битве при Азенкуре;
  - Ферри I — граф Водемона на правах жены (с 1393); погиб в битве при Азенкуре;
  - Филипп II Бургундский — граф Неверский (1404—1415) и Ретельский (1406—1415); погиб в битве при Азенкуре;
  - Эдвард Норвичский — английский аристократ, первый граф Ратленд (1390—1402), первый граф Корк (1395—1415), первый герцог Албемарл (1397—1399, 1414—1415), граф Кембридж (1402—1415), герцог Йоркский (1402—1415); погиб в битве при Азенкуре;
  - Эдуард III (38) — герцог Бара (1411—1415); погиб в битве при Азенкуре.

## Ноябрь
- 3 ноября — Уильям ла Зуш — английский аристократ, 4-й барон Зуш из Харингуорта (с 1396),  кавалер ордена Подвязки.

## Декабрь
- 18 декабря — Людовик Гиеньский (18) — дофин Франции и герцог Гиени (1401—1415), номинальный глава партии арманьяков.

## Дата неизвестна или требует уточнения
- Андрей Флорентийский — итальянский композитор и органист
- Гануш из Липы — средневековый чешский землевладелец и дворянин, верховный маршал королевства Богемия (1414—1415)
- Дешин Шекпа — Кармапа V, глава школы карма-кагью тибетского буддизма.
- Никколо ди Пьетро Джерини — итальянский живописец периода поздней, так называемой интернациональной готики.
- Профиат Дуран — еврейский философ, грамматик, критик и историк в королевстве Арагон.
- Дэлбэг-хан — великий хан монгольской династии Северная Юань, посаженный на трон ойратами, убит в междоусобной борьбе.
- Клементе ди Промонторио — дож Генуэзской республики (1393).
- Гадифер де Ла Салль — французский военный и мореплаватель, участник Столетней войны. В 1402 году совместно с Жаном де Бетанкур покорил Канарские острова для кастильской короны.
- Мастер Бертрам — немецкий художник, один из крупнейших представителей готической живописи, работавший в стиле интернациональной готики.
- Мурик Буа Шпата — Правитель Арты, самопровозглашённый деспот (1401—1415)
- Никита Топия — албанский феодал из рода Топия, правитель Круи (1392—1394, 1403—1415).
- Уголино III Тринчи — сеньор Фолиньо (1386—1415).
- Ченни ди Франческо — итальянский живописец флорентийской школы периода проторенессанса
- Эдо Вимкен-старший — восточнофризский хофтлинг (вождь) гау Эстринген и Рюстринген, а также Банта и Вангерланда.